# اسحاق کیتز
اسحاق کیتز (انگلیسی: Isaac Kitts; ۱۵ ژانویهٔ ۱۸۹۶ – ۱ آوریل ۱۹۵۳) اهل ایالات متحده آمریکا بود.